# دهستان بان‌زرده

## تاریخچه
بان‌زرده، دهستانی است از توابع بخش مرکزی شهرستان دالاهو در استان کرمانشاه ایران.
منطقه ریجاب و بان زرده در ۱۲۰ کیلومتری شمال غربی شهر کرمانشاه قرار دارد. و به زبان کردی گویش گورانی(هورامی)تکلم میکنند.یکی از زیباترین جاذبه‌های طبیعی تاریخی و فرهنگی استان کرمانشاه منطقه ریجاب و بان زرده می‌باشد. این منطقه از نظر فرهنگ و تمدن دارای سابقه بسیار درخشان است که نظیر آن در سایر نقاط ایران کمتر دیده می‌شود، نشانه‌های فرهنگی و مذهبی، شعر و آداب و روسوم بجای مانده دلالت بر قدمت و دیرینگی فرهنگی و مذهبی مردم منطقه دارد.

## جمعیت
براساس سرشماری سال ۱۳۸۵جمعیت آن ۶۷۰۰نفر (۱۴۱۶خانوار) بوده‌است.

## طبیعت
یکی از مناطق زیبای استان کرمانشاه منطقه ریجاب و بان زرده است که در یک صد و بیست کیلومتری شمال غربی شهرستان کرمانشاه قرار دارد. اطراف این منطقه به وسیله کوه‌های سر به فلک کشیده «دالاهو» محصور شده‌است. این کوه‌ها دارای قللی برف‌گیر است و دامنه‌های آن از جنگل پوشیده شده‌است. رودخانه زیبای «سراب ریجاب» ـ سرچشمه رودخانه الوند ـ در این منطقه جریان دارد. دره‌های این منطقه به وسیله درختان انجیر و گردو پوشیده شده‌است.رودخانه زیبای «سراب ریجاب» - سرچشمه رودخانه الوند – در این منطقه جریان دارد.

## بناهای تاریخی
مجموعه بناهای تاریخی قلعه یزدگرد در دهستان بان زرده از توابع شهرستان دالاهو قرار دارد، این مجموعه تاریخی در داخل پناهگاه نسبتاً عمیقی به وسعت تقریبی ۴۰ کیلومتر مربع قرار دارد که از سمت جنوب و غرب با پرتگاه تندی به جلگه ذهاب و از طرف شمال و شرق به صخره‌های پلکانی دالاهو و از طرف جنوب شرقی به تپه ماهورهای منطقه بان زرده محدود می‌شود. نام مجموعه برگرفته از نام قلعه ای است که بر روی یکی از قلل مرتفع دالاهو قرار دارد و از دیدگاه باستان‌شناسی این نام بر تمام مجموعه اطلاق شده‌است. بناهای مجموعه مذکور از نظر مکانی در دو بخش مرتفع و کم ارتفاع واقع شده‌اند به طوری که قلعه یزدگرد، برج آشیاب، برج نقاره خانه، آشپزخانه، دیوار دفاعی، دروازه، زندان و بنای معروف کاکاکشیا در ارتفاعات و محوطه‌های قلعه داور، گچ گنبد، جای دار، هشته و تپه رش در قسمت کم ارتفاع قرار دارند.شهربانو- بنای ساسانی:این بنا در بین راه روستای زرده و زیارتگاه بابایادگار قرار دارد و در بین تنگه‌ای قرار گرفته که در نزدیکی زیارتگاه داوود قرار گرفته‌است. این بنا در بالای دره قرار گرفته که اگر از جاده‌ای که به بابایادگار می‌رود نگاه کنید کاملاً بنا را مشاهده می‌کنید. راه ورود به آن کاملاً دشوار است و فقط کسانی که به کوهنوردی آشنایی دارند می‌توانند به آن داخل شوند.
قلعه داور- بنای ساسانی:این بنا در محوطه روستای بان‌زرده قرار دارد و در وسط روستا جا گرفته که باستان شناسان با اشیائی که از آنجا به دست آورده‌اند، دوران آن را اواخر زمان اشکانیان و اول ساسانیان نسبت داده‌اند. جای دار- بنای ساسانی:جای دار نیز یکی از اجزاء مجموعه قلعه یزدگرد است که در روستای پایینی زرده قرار گرفته‌است. این بنا در زمان ساسانیان محوطه‌ای برای آموزش نظامیان جنگی بوده‌است.قله آشیوا، بنای ساسانی:
این قله در قسمت شمالی روستا قرار دارد که از نظر ارتفاع از قلعه یزدگرد بلندتر است. آشیه وا در زبان محلی و هورامانی به معنی آسیاب بادی است. آثار از دیوارهای یه برج از آن به جای مانده که هنوز در این مکان کاوشی انجام نگرفته‌است.آشپزخانه و دیوار گچی، بنای ساسانی:آشپزخانه یه برج در قسمت جنوبی روستای زرده است که به‌وسیله دیواری تا قلعه یزدگرد امتداد پیدا کرده‌است. این برج فقط یه فضای دالان مانند از آن به جا مانده که به بالای ساختمان ختم می‌شود؛ از دیوار گچی که به طرف قلعه یزدگرد می‌رود، در قسمت جاده آسفالته، اتاق‌های وجود دارد که معماری آن زمان را کاملاً به رخ می‌کشد.محوطه کاکه کوشیا:محوطه در نزدیکی آشپزخانه است که بر فراز تپه‌ای قرار گرفته‌است. آثار معماری این محوطه به کلی خراب شده و فقط آثار سنگ و ملاط گچ به تکه‌های از دیوار به‌جا مانده به چشم می‌خورد.تپه رش:این تپه در انتهای باغات قدیمی روستا و در جوار کانال آب‌رسانی باغات زیتون قرار دارد. از این تپه آثاری از کاشی‌های زمان ساسانیان به دست آورده‌اند که باستان‌شناسان احتمال می‌دهند این تپه کارگاه کاشی‌کاری بوده باشد.

## حوادث تاریخی
دهستان بان زرده در زلزله ۲۱ آبان سال ۱۳۹۶  دچار آسیب های فراوانی شد. در این حادثه آثار باستانی زیادی آسیب دیدند مانند قلعه یزگرد ،و.‌.

## نگارخانه

بان زرده
قلعه یزدگرد